# Sonate K. 100
La sonate K. 100 (F.58/L.355) en ut majeur est une œuvre pour clavier du compositeur italien Domenico Scarlatti.

## Présentation
La sonate en ut majeur K. 100 est notée Allegrissimo dans Venise et Allegro subito dans Parme. Elle forme, avec la sonate K. 99 en mineur, une seule et même pièce dans le manuscrit de Venise dont la K. 100 est la seconde partie. Dans ce manuscrit, après la première partie (K. 99), figure l'indication « volti subito »,. En revanche, dans les autres sources, les deux parties sont isolées et non consécutives et ne résolvant pas la tension de la sonate en mineur.

## Manuscrits
Le manuscrit principal est le numéro 2b du volume XV (Ms. 9771) de Venise (1754), copié pour Maria Barbara ; l'autre étant Parme III 28 (Ms. A. G. 31408). Les autres sources sont Münster V 38 (Sant Hs 3968) et Vienne A 30 (VII 28011 A).

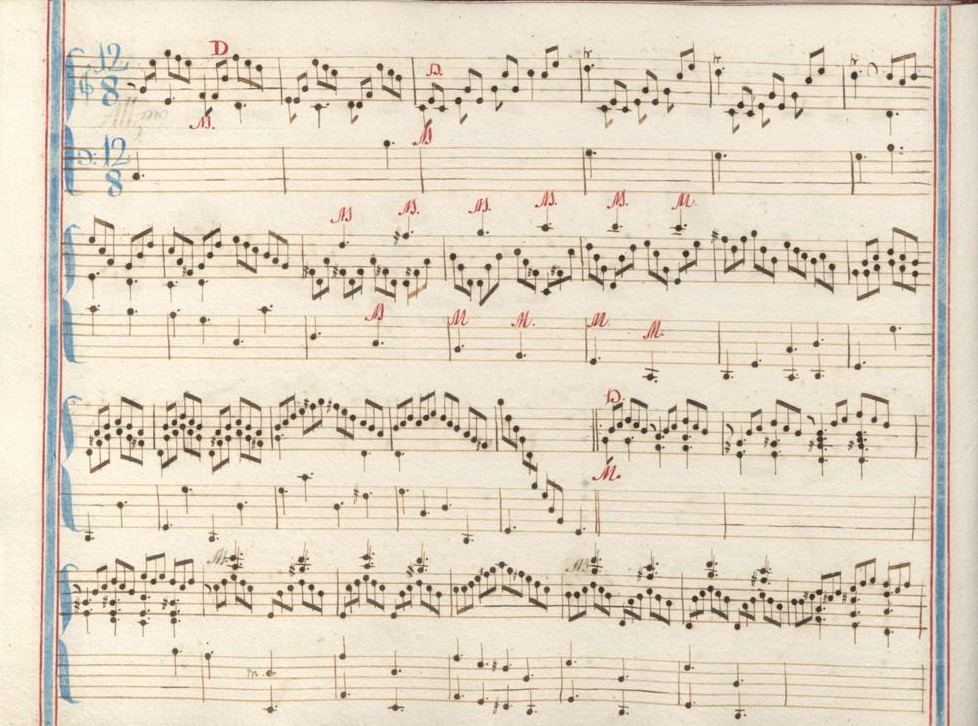
Venise XV 2b.
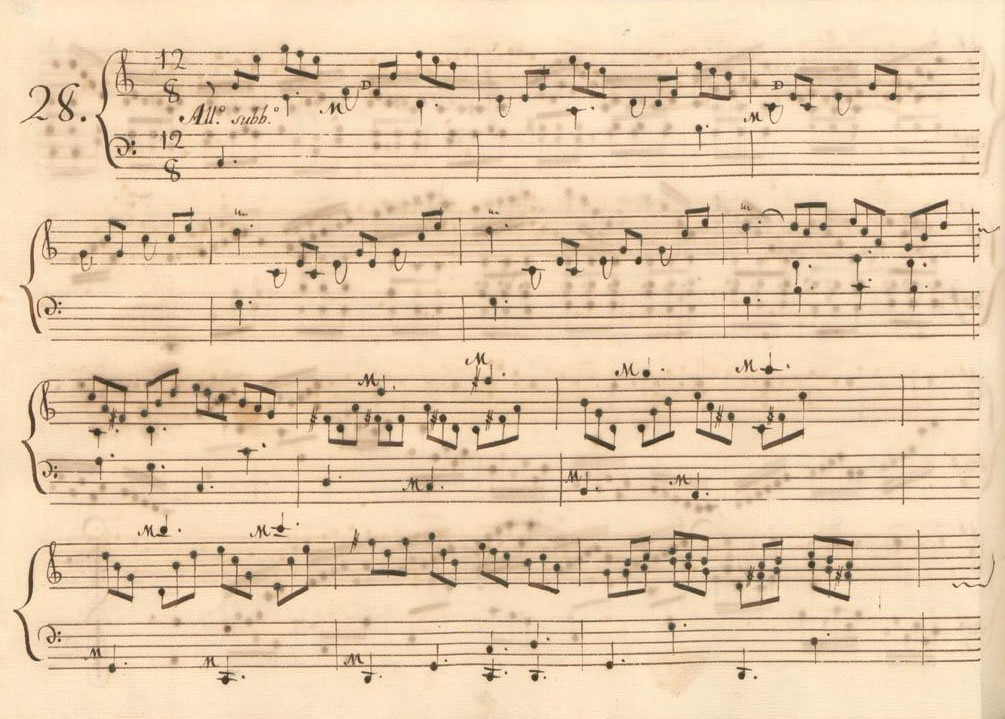
Parme III 28.
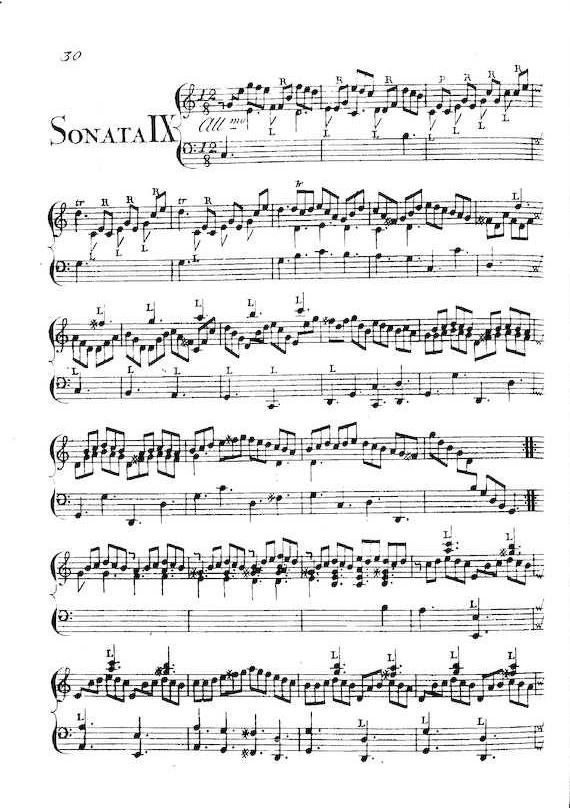
Édition Londres, 1752.

## Interprètes
La sonate K. 100 est peu enregistrée. Au piano, elle est défendue par Nikolaï Demidenko (2003, AGPL) ; au clavecin, elle est enregistrée par Scott Ross (Erato, 1985) et Richard Lester (2005, Nimbus, vol. 6).

## Sources
: document utilisé comme source pour la rédaction de cet article.
- Ralph Kirkpatrick (trad. de l'anglais par Dennis Collins), Domenico Scarlatti, Paris, Lattès, coll. « Musique et Musiciens », 1982 (1re éd. 1953 (en)), 493 p. (OCLC 954954205, BNF 34689181).
- Alain de Chambure, « Domenico Scarlatti : Intégrale des sonates — Scott Ross », Erato (2564-62092-2), 1985 (OCLC 891183737) .
- (en) W. Dean Sutcliffe, The Keyboard Sonatas of Domenico Scarlatti and Eighteenth-Century Musical Style, Cambridge / New York, Cambridge University Press, 2008, xi-400 (ISBN 978-0-521-07122-2, OCLC 1005658462).